# شجرة عائلة الأسرة المصرية السابعة عشر

## مقدمة
الأسرة السابعة عشر المصرية (نحو 1580–1550 ق.م) تمثل خاتمة عصر الاضطراب الثاني (الفترة الانتقالية الثانية)، وكانت مقرّها في طيبة (الأقصر)، حيث تصدّت لهيمنة الهكسوس في الشمال وشرعت في حروب التحرير التي مهّدت لقيام الدولة الحديثة. وتُنسب إلى هذه الأسرة ثمانية ملوك رئيسيين، ابتداءً من رع حتب (Rahotep) وانتهاءً بكامس (Kamose)، ممن سعوا لاستعادة وحدة الأرضين واستعادة مقدَّرات مصر الدينية والسياسية.

## التاريخ
نشأت الأسرة السابعة عشر بعد تفتت الدولة الوسطى وتوغّل الهكسوس في الدلتا.
- Rahotep: أول ملوك الأسرة (1580–1576 ق.م)، عُرف بإعادة تنظيم الإدارة المحلية في طيبة وبزوغ دعائه للإله أمون.
- Sobekemsaf I: تولّى الحكم بعد راهوتب (1576–1571 ق.م)، ودعّم الشعار الثنائي (وجهين البحري والقبلي)، ثمّ شيّد عددًا من المنحوتات الحجرية للتمجيد الملكي في الكرنك.
- Sobekemsaf II: خلفه في طيبة (حوالي 1573 ق.م)، استمرّ في تحصين الجبهات الداخلية وتمتين التحالف مع الكهنة، ويُنسب إليه بناء حصن ملكي في جبل دهشور الشرقي.
- Sekhemre-Wepmaat Intef (Intef V): حكم نحو 1573–1571 ق.م، وظهر اسمه على عدد من أختام الأواني الجنائزية في طيبة.
- Nubkheperre Intef (Intef VI): امتد حكمه 1571–1560 ق.م، وعُثر على تاج فضّي وكنوز في مقبرته بجبل دراع أبو النجا تؤكد ثراء البلاط الطيبي.
- Sekhemre-Heruhirmaat Intef (Intef VII): حكم حوالي 1560 ق.م، وظهرت رسومه على تابوت حجري في سقارة.
- Senakhtenre Ahmose: حكم فترة قصيرة (1560–1558 ق.م)، واكتشفت بواكير نقوشه في بوابة حصن الألهة في الكرنك مؤخرًا، مما أكد وجوده التاريخي المستقل.
- Seqenenre Tao: حكم 1558–1555 ق.م، وخاض أولى معارك التحرير ضد الهكسوس، ويُعرف بلقبه “من يضرب مثل رع” ويعود الفضل إليه في تعبيد طرق الصحراء الغربية.
- Kamose: آخر ملوك الأسرة (1555–1550 ق.م)، وخلفًا لأخيه Seqenenre، أتم تحرير الوجه القبلي ووحّد البلاد عمليًا قبل انتقال السلطة إلى أحمس الأول وبزوغ الدولة الحديثة.

## شجرة العائلة
```
Tetisheri (noun of the matrilineal line)
└── Senakhtenre Ahmose
    └── Seqenenre Tao
        └── Kamose
        └── Ahmose I (مؤسس الأسرة الثامنة عشر)
Rahotep
└── Sobekemsaf I
    └── Sobekemsaf II
        └── Sekhemre-Wepmaat Intef (V)
            └── Nubkheperre Intef (VI)
                └── Sekhemre-Heruhirmaat Intef (VII)
                    └── Senakhtenre Ahmose

```

هذه الشجرة تعتمد على برديات تورينو ولوائح الكرنك الأثرية، مع تأكيدات حديثة بالآثار المكتشفة في الكرنك وجبل دراع أبو النجا.

## إرث الأسرة
ساهمت الأسرة السابعة عشر في:
- استعادة التدين الرسمي لإلهي أمون ورع وضمّده عبر تمويل المعابد في الكرنك وأبيدوس[5].
- إشاعة روح المقاومة ضد المحتلّ وتهيئة الظروف لقيام الدولة الحديثة على يد أحمس الأول[5].
- تطوير التكتيكات العسكرية وعِلم تحصين الحصون في الصحراء الغربية للوصول إلى الدلتا[11].

## أنظر أيضًا
- قائمة ملوك مصر القديمة
- قائمة الأسر الملكية المصرية
- الأسرة المصرية السابعة عشر